# SLCA
La SLCA (Société Lorraine de Constructions Aéronautiques) est un producteur aéronautique créé en 1971.

## Histoire
La SLCA est créée en 1971 par un groupe de vélivoles du club de Thionville pour fabriquer sous licence le planeur allemand Scheibe SF 27 sous le nom de LCA 10 Topaze. Avialsa qui avait obtenu la licence de production la revend à SLCA. L'ingénieur Kieger, membre du groupe, procède à quelques améliorations du Topaze qui connaîtra 3 versions successives (LCA10, LCA 11 et LCA 12).
SLCA dépose son bilan en 1974. M. Kieger reprend les actifs et crée Loravia.
En 1979 la société Hurel-Dubois crée une filiale portant le même acronyme et toujours existante au sein du groupe Safran mais sans lien avéré.